# Kerang
Kerang (3 780 habitants) est une ville du nord de l'État de Victoria à 279 km au nord-ouest de Melbourne sur la rivière Loddon.
Kerang est entourée de marais et de lacs et la région est considérée comme la plus grande nursery au monde d'ibis avec plus de 200 000 oiseaux venant se reproduire chaque année dans la région sans compter les autres espèces d'oiseaux migrateurs.
La ville est le centre d'une région agricole irriguée et vivant de l'horticulture, de la culture de céréales et de luzerne, de l'élevage de vaches laitières.
Les aborigènes Wemba-Wemba ont été les premiers habitants de la région. Thomas Mitchell fut le premier Européen à explorer la zone en 1836. Les premiers colons s'installèrent dans la région en 1845 et en 1848, Richard Beyes ouvrit le premier café près d'un gué traversant la Loddon puis en 1857 Woodford Patchell construisit un pont sur la rivière un peu en amont à l'endroit qui allait devenir la ville de Kerang et aménagea à proximité un magasin, un hôtel. Il fut aussi le premier fermier à utiliser l'irrigation et essaya de cultiver ainsi de l'orge, de l'avoine, du maïs, du millet, du tabac, des betteraves, du coton, de la canne à sucre.
La construction d'une voie de chemin de fer venant de Bendigo en 1884 et la mise en service d'une ligne de tramway jusqu'à Koondrook en 1888 ajoutées à l'irrigation des champs favorisèrent l'expansion de la ville.

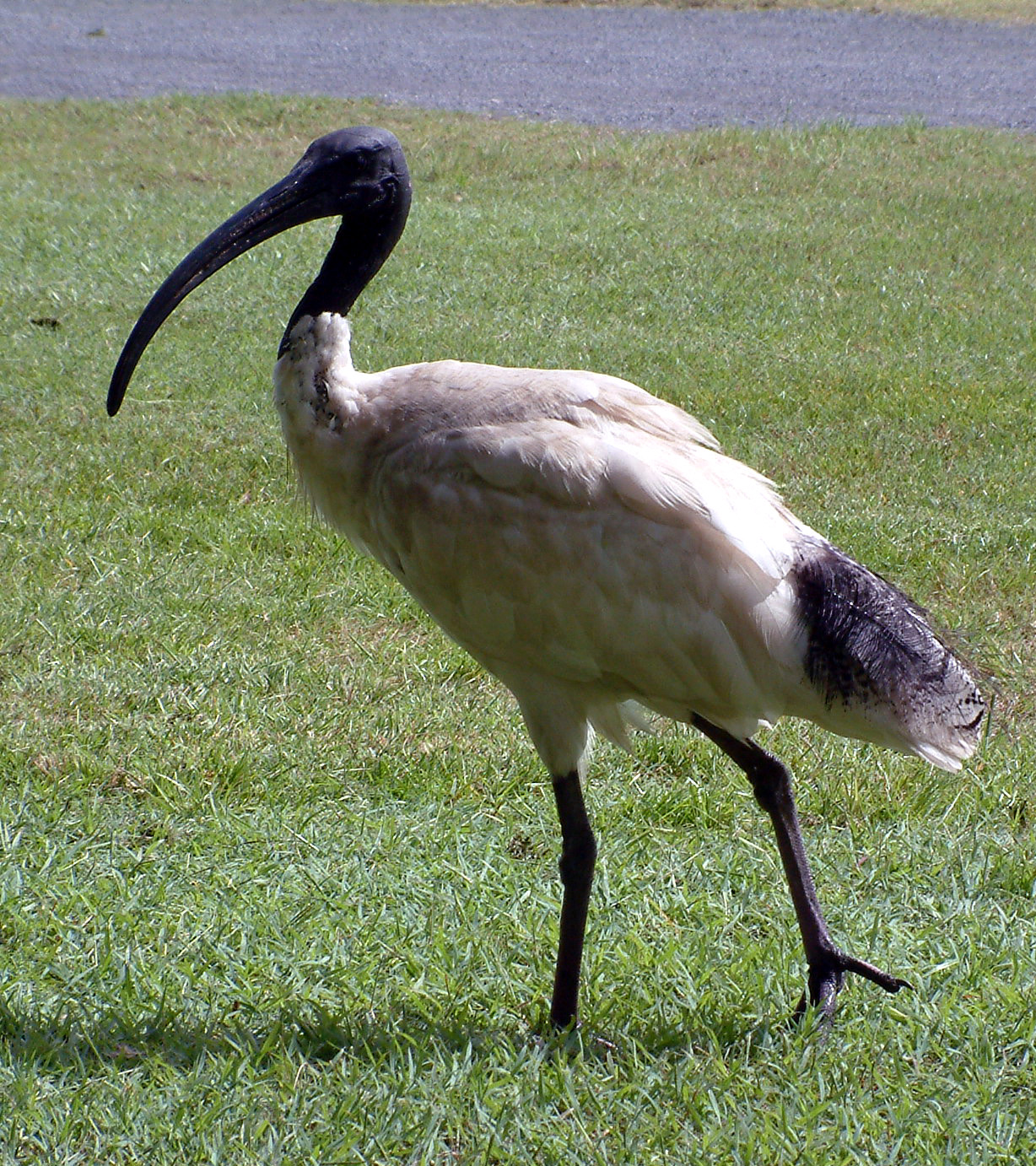
Un ibis australien analogue à ceux de Kerang

## Accident de chemin de fer
Le 5 juin 2007, un semiremorque a percurté un train reliant Swan Hill à Melbourne à 6 km au nord de Kerang au passage à niveau non gardé avec la nationale "Murray Valley Highway". L'accident a fait 11 morts et 22 blessés.

## Référence
- Statistiques sur Kerang
- Wikipedia anglophone

1. ↑  Level crossing crash: 8 dead, dozens injured. ABC. 5 June 2007. Retrieved on 5 June 2007.